# Wiener Musen-Almanach
Der Wiener Musen-Almanach war ein literarischer Almanach, der in Wien vom späten 18. bis in die erste Hälfte des 19. Jahrhunderts erschien. Er zählt zur Gattung der sogenannten Musen-Almanache, die insbesondere im deutschen Sprachraum eine bedeutende Rolle für die Verbreitung von Lyrik, Kurzprosa und ästhetischer Theorie spielten.

## Geschichte
Der Wiener Musen-Almanach erschien erstmals gegen Ende des 18. Jahrhunderts. Eine Vorläuferreihe mit dem Titel Wienerischer Musenalmanach wurde ab 1777 von Joseph Franz von Ratschky und später gemeinsam mit Aloys Blumauer herausgegeben.
Als erster offizieller Herausgeber des unter dem endgültigen Titel Wiener Musen-Almanach geführten Jahrbuchs gilt Gottlieb Leon, der die Ausgaben von 1795 und 1796 betreute.
Der Almanach wurde mit Unterbrechungen bis etwa 1840 verlegt und erschien bei wechselnden Wiener Verlagen, unter anderem bei Anton Strauß. Herausgeber und Autorenteam variierten über die Jahre. Im Unterschied zu anderen, überregionalen Musenalmanachen zeichnete sich die Wiener Ausgabe durch eine stärkere regionale Prägung aus.

## Inhalt
Der Almanach enthielt eine vielseitige Auswahl literarischer und kultureller Beiträge:
- Lyrik (Sonette, Oden, Elegien u. a.)
- Erzählende Prosa
- Dramatische Fragmente
- Übersetzungen klassischer und zeitgenössischer Autoren
- Kunst- und musiktheoretische Essays

Einzelne Ausgaben wurden mit Kupferstichen oder anderen Illustrationen versehen. In stilistischer Hinsicht spiegelte der Almanach die ästhetischen Strömungen seiner Entstehungszeit wider, darunter Klassizismus, Frühromantik und Biedermeier.

## Mitwirkende Autoren
Zu den Mitwirkenden zählten sowohl etablierte als auch heute weniger bekannte Autoren. Beiträge stammten u. a. von:
- Franz Grillparzer
- Caroline Pichler
- Ignaz Franz Castelli
- Friedrich von Schlegel (indirekt, durch Nachdrucke)
- Adalbert Stifter (in späteren Ausgaben vereinzelt)

Viele Texte erschienen anonym oder unter Pseudonymen.

## Bedeutung
Der Wiener Musen-Almanach bot vor allem jüngeren oder regional verankerten Autoren eine Plattform zur Erstveröffentlichung. Zugleich erfüllte er eine gesellschaftliche Funktion als Salonlektüre, Geschenkbuch und Medium der kulturellen Selbstrepräsentation des Bildungsbürgertums. Mit dem Aufkommen periodischer Literaturzeitschriften und der Tagespresse nahm die Bedeutung der Almanache ab der Mitte des 19. Jahrhunderts rapide ab.

## Etymologie
Der Begriff Musen-Almanach verweist auf die neun Musen der griechischen Mythologie, die als Schutzgöttinnen der Künste und Wissenschaften galten. Das Wort Almanach stammt aus dem Arabischen (al-manākh) und bezeichnete ursprünglich einen Kalender. Seit dem 18. Jahrhundert wurde es im deutschsprachigen Raum für literarische Jahrbücher verwendet.Wilhelm Kürschner (Hrsg.): Allgemeiner Musen-Almanach. Stuttgart: Kröner, 1900, Vorwort.

## Digitalisate und Forschung
Einzelne Jahrgänge des Wiener Musen-Almanachs sind digitalisiert und frei zugänglich, u. a. über das Münchener DigitalisierungsZentrum (MDZ) und die Österreichische Nationalbibliothek (ANNO).